# Rewe International

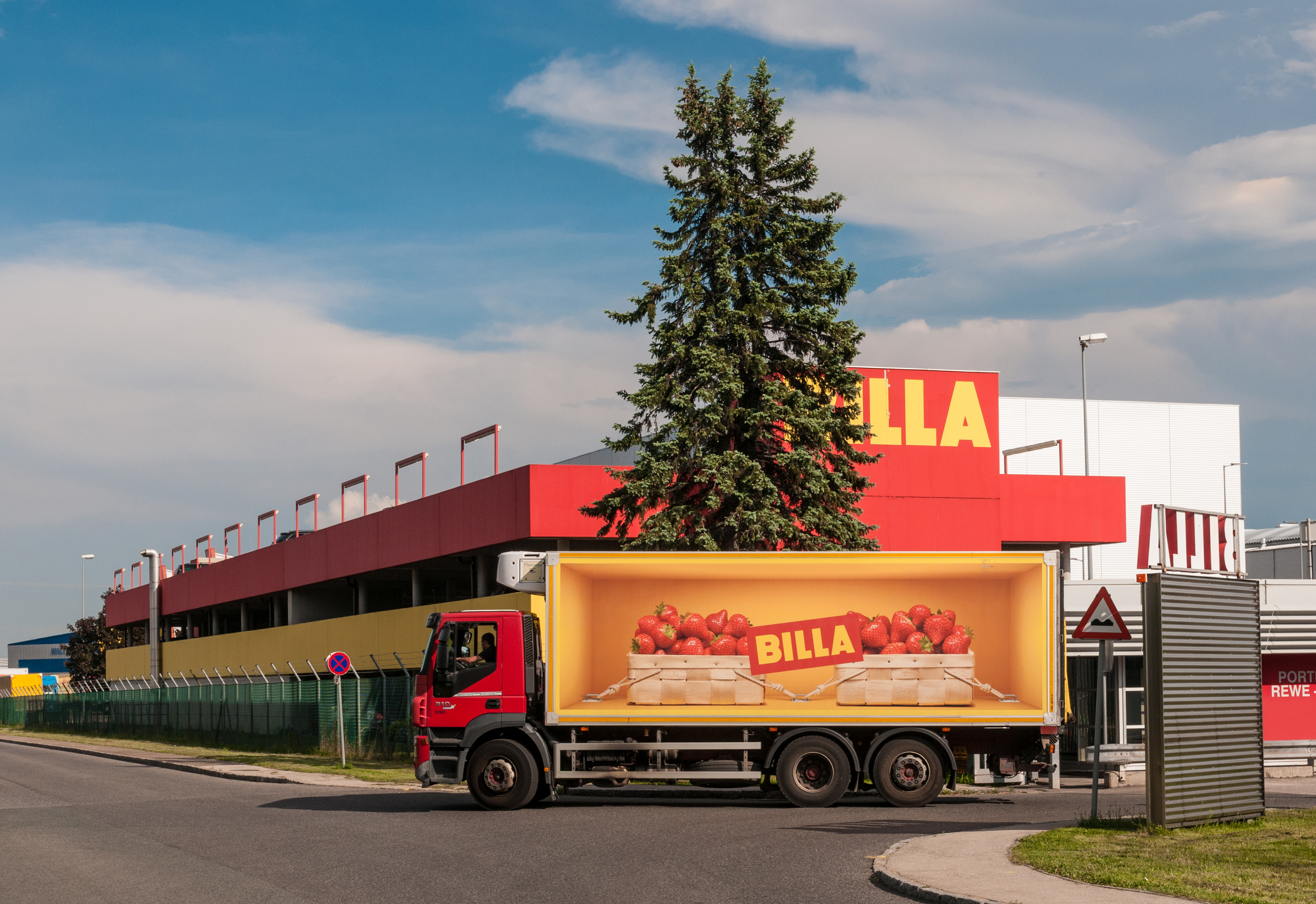
Lager von Billa und Rewe in Wiener Neudorf (2017)

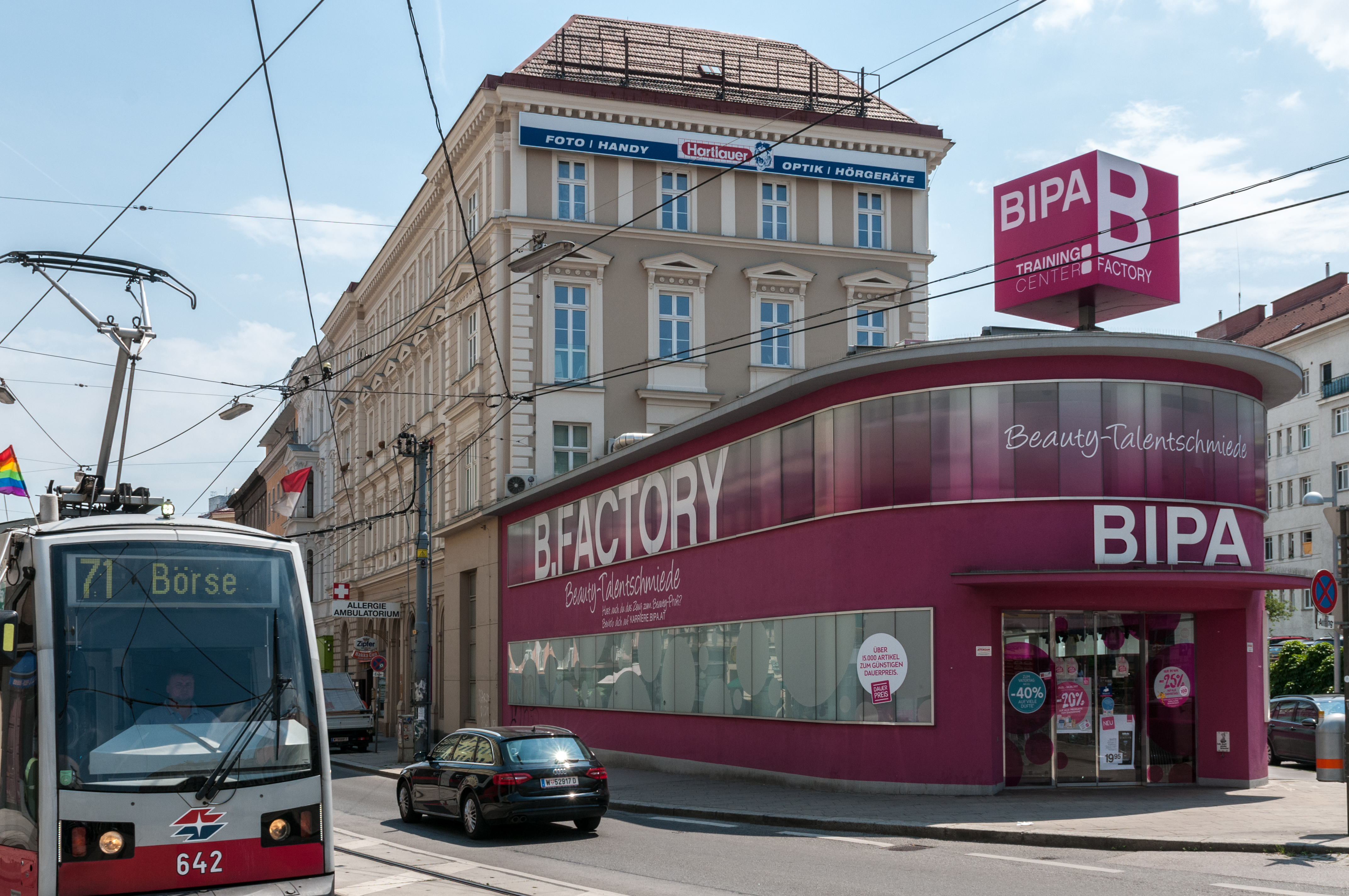
Bipa Wien Rennweg

Rewe International ist eine Aktiengesellschaft mit Sitz in Wiener Neudorf. Das Unternehmen geht auf den 1953 gegründeten Billa-Konzern zurück und ist Teil der Rewe Group. Zu Rewe International gehören rund 4.000 Filialen in Österreich, Italien und acht weiteren Ländern Mittel- und Südosteuropas. Auf dem österreichischen Heimatmarkt war Rewe International Marktführer im Lebensmitteleinzelhandel, musste diesen Titel 2020 jedoch an Spar Österreich abgeben. REWE International ist eines der größten Unternehmen des Landes und beschäftigt derzeit rund 80.000 Mitarbeiter. Im Geschäftsjahr 2016 erwirtschaftete man 12,72 Milliarden Euro, was etwa 30 % des Konzernumsatzes entspricht.

## Geschichte
1953 eröffnete Karl Wlaschek in Wien eine Parfümerie. 1960 dehnte das Unternehmen sein Sortiment auf Lebensmittel aus, was den Grundstein für die weitere Expansion bildete. In den folgenden Jahrzehnten schuf Wlaschek unter dem Dach von Billa den größten Handelskonzern Österreichs. Seit den 1970er Jahren ist dieser Aktiengesellschaft, 1990 wurde die erste Filiale im Ausland eröffnet. Um die internationale Expansion zu forcieren, kaufte die Rewe Group Mitte 1996 das Unternehmen. Sowohl die Libro Buch- und Schreibwarenhandlung als auch die Immobilienfirma Billareal waren davon ausgenommen. Es handelte sich dennoch um die größte Übernahme im Einzelhandel in Europa nach dem Fall des Eisernen Vorhangs. Die EU-Kommission gestattete der Rewe Group den Kauf von Billa, weil dieser ungeachtet der Marktmacht nicht zu einer Addition von Marktanteilen führte.
Anschließend baute die Rewe Group ihre österreichische Tochtergesellschaft zum Drehkreuz für die Supermärkte in Mittel- und Südosteuropa aus. 2009 wurden die Geschäftsfelder für das Vollsortiment in Österreich, Italien und den anderen Ländern in einer neuen internationalen Geschäftseinheit zusammengefasst. Das Unternehmen verantwortete fortan das gesamte Vollsortiment-Geschäft der Rewe Group außerhalb Deutschlands. Es wurde in Rewe International umbenannt und erhielt einen erweiterten Vorstand. Neben dem Thema Nachhaltigkeit konzentrierte man sich in den letzten Jahren vor allem auf die Integration der Adeg-Handelsgesellschaft sowie der Expansion im elektronischen Handel. Anfang 2017 kamen die zuvor von Deutschland aus betreuten Standorte des Discount-Einzelhändler Penny in Zentral- und Osteuropa ebenfalls unter das Dach der Rewe International.

## Struktur
Rewe International ist eine Aktiengesellschaft nach österreichischem Recht. Das Grundkapital beträgt 2,2 Millionen Euro, eingeteilt in 22 Stückaktien. Das Unternehmen wird durch einen Vorstand vertreten, der aus bis zu sechs Personen besteht. Vorsitzender des Gremiums ist seit 2008 Frank Hensel.
Rewe International ist in Bulgarien, Kroatien, Österreich, Italien, Rumänien, der Slowakei, Tschechien und Ungarn vertreten. Zum Unternehmen gehören die Handelsfirmen Adeg, Billa, Bipa, Merkur (bis 2021), IKI Litauen und Penny. Außerdem ist das Unternehmen an der Vorarlberger Lebensmittelhandelskette Sutterlüty beteiligt. Eigenmarken von Rewe International sind unter anderem Clever, Hofstädter und Ja! Natürlich. Neben dem Lebensmitteleinzelhandel ist Rewe International auch in der Touristik aktiv, unter anderem mit den Marken ITS Billa Reisen und Jahn Reisen.

## Kritik
2013 verhängte das Kartellgericht Wien die zweithöchste Kartellstrafe in der Geschichte Österreichs gegen Rewe International. Grund dafür waren Absprachen bei Endverkaufspreisen und Aktionszeiträumen mit Lieferanten aus der Bier- und Molkereibranche. Das Unternehmen betonte, Konsumenten seien dadurch nicht zu Schaden gekommen.
2013 kritisierte die Umweltschutzorganisation Global 2000 die Verwendung hormonell wirkender Chemikalien in Körperpflegeprodukten. Betroffen waren auch zwei Eigenmarken von Rewe International. Das Unternehmen betonte, man habe bereits strengere Kriterien angelegt als gesetzlich vorgegeben, stelle das Sortiment aber trotzdem vorsorglich um.
Im Jahr 2025 verurteilte der Oberste Gerichtshof den Konzern zu einer Zahlung von 70 Millionen Euro, der höchsten bislang verhängten Kartellstrafe in Österreich.